# Erasmus von Teufel
Erasmus von Teu(f)fel, Freiherr von Gundersdorff († 1554 in Konstantinopel) war ein Offizier in Habsburger Diensten. Er war zuletzt Befehlshaber im Türkenkrieg von 1552.

## Leben

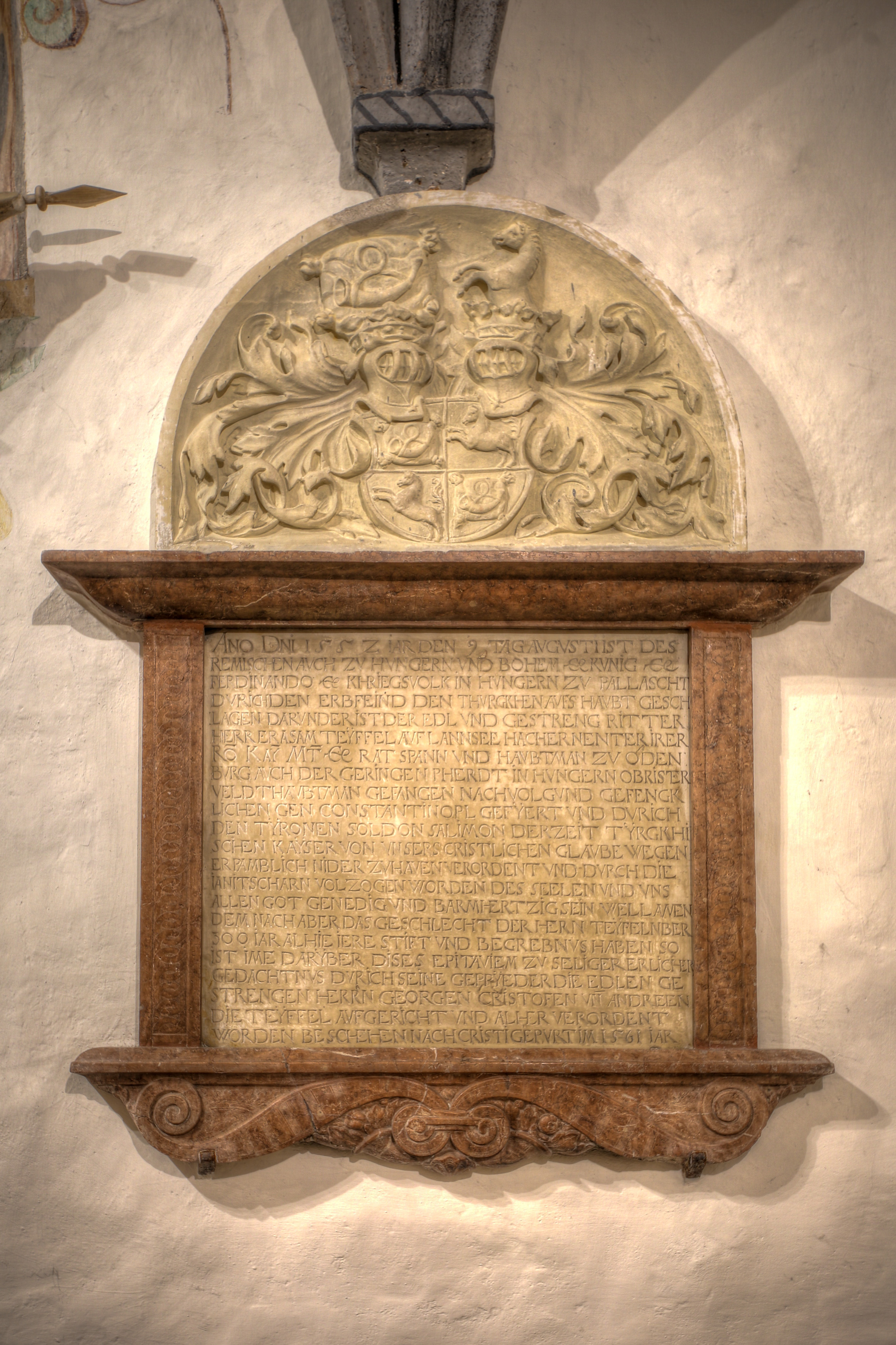
Epitaph des Erasmus Teufel † 1552 in der Filialkirche Winzendorf

Erasmus stammte aus dem alten Geschlecht der Teuffel, Freiherrn zu Guntersdorf. Er stand seit frühen Jahren im militärischen Dienst der Habsburger. Während der ersten Belagerung Wiens im Jahr 1529 war er Obrist in der belagerten Stadt. Im Zuge dieses Krieges brannte auch sein Elternhaus, der Krottenhof in Frohsdorf südlich von Wiener Neustadt fast vollständig ab und wurde von seinem Vater Matthias Teufel 1547–1550 als bewehrtes Renaissanceschloss mit Wassergraben (heute Schloss Frohsdorf) wieder aufgebaut. Später war er eine Zeit lang Kommandant in Győr. Im Jahr 1552 ernannte ihn Ferdinand I. im neu ausgebrochenen Türkenkrieg zum Befehlshaber. Nach einigen Angaben stand er dabei im Rang eines Generalfeldmarschall. Anstatt auf die Ankunft von 7000 Mann Verstärkung zu warten, griff er die Osmanen mit seinen 10.000 Mann an und wurde im August 1552 bei Plášťovce vernichtend geschlagen. Mit 4.000 anderen Soldaten geriet er in Gefangenschaft. Während andere hochrangige Gefangene gegen hohes Lösegeld ausgetauscht wurden, brachte man von Teufel nach Konstantinopel. Er wurde 1554 auf Befehl von Sultan Süleyman I. aus Glaubensgründen von Janitscharen hingerichtet. Nach andere Quellen hatte er sich geweigert, Informationen preiszugeben. Er soll in einem Sack gebunden ins Schwarze Meer geworfen worden sein.
Seine Brüder Georg, Christoph und Andreas errichteten 1561 ein Epitaph in der Kirche von Winzendorf. Er war das erste von mehreren außergewöhnlichen protestantischen Grabdenkmälern im Zuge der Etablierung eines Erbbegräbnisses der Herren von Teufel. Aus der sehr detailreichen Inschrift geht hervor, dass es hier seit 300 Jahren ein bestehendes Stift und Begräbnis der Teufel gibt. Heldenmut und kriegerische Leistung werden erwähnt sowie die Vorbildhaftigkeit in der Verteidigung des wahren Glaubens.
Die Inschrift lautet:
Ano dni 1552 den 9. Augusti ist des Römischen auch zu Hungarn

und Bohem etz. König etz. Ferdinando etz. Khriegsvolk in Hungarn zu

Pallascht durich den Erbfeind den Thurgkhen aufs Haupt geschlagen,

darunter ist der Edl und Gestreng Ritter Herr ehrsam Teüffel auf

Lansee Hochernenter irer rö. Kay. mt. etz. Rat. Spann und Hauptmann

zu Odenburg auch der geringen Pferdt in Hungarn Obrister

Veldhauptmann gefangen nach Volg und gefengklichen gen Constantinopel

gefürt und durich den Türonen Soldon Solimon derzeit türgkhischen

Kaiser von unsers cristlichen Glaube weg, erpamblich niderzuhauen

verordnet, und durich die Janitscharen volzogen worden, des Seelen

und uns allen Got gnedig und barmhertzig sein well anen dem nach das

Geschlecht der Hern Teüffeln ber 300 Jahr alhie iere Stift und

Begrebnus haben, so ist ime darüber dises Epitavien zu seliger

erlicher Gedachtnus durich seine Gepprüder die Edlen Gestrengen Hern

Georgen Cristofen und andreen die Teüffel auf Gericht und alher

verordnet worden. Beschehen nach Cristi Gepurt in 1561. Jar.